# Myxidium bergense
Myxidium bergense is een microscopische parasiet uit de familie Myxidiidae. Myxidium bergense werd in 1909 beschreven door Auerbach. 